# Опёнков, Михаил Юрьевич
Михаил Юрьевич Опёнков (род. 19 января 1959, Горький)— российский философ, доктор философских наук. профессор кафедры философии и социологии Северного Арктического Федерального университета имени М. В. Ломоносова.

## Биография
Родился 19 января 1959 года в городе Горький (Нижний Новгород).
В 1976 году окончил математический факультет ГГПИ имени Максима Горького (квалификация — учитель математики).
С 1998 года по настоящее время работает на кафедре философии ПГУ/САФУ имени М. В. Ломоносова.

## Научная деятельность
Количество опубликованных работ — 61.
1988—1991 — аспирантура МПГУ. Кандидатская диссертация «Гносеологические проблемы и следствия компьютеризации».
1994—1997 — докторантура МПГУ. Докторская диссертация «Виртуальная реальность: онто-диалогический подход».
С 25 мая 2004 года является экспертом Программы ЮНЕСКО «Информация для всех» в России.
За последние годы подготовил трёх кандидатов философских наук, в настоящее время осуществляется руководство 3 аспирантами и 1 докторантом.

## Основные публикации
- От информацинного общества к обществу знаний // Совет ректоров М, 2008, № 2, 0,5 п. л.
- Философия социальных сетей: коммуникация знания// Коммуникация в Интернете: благо или зло. Материалы международной конференции, Архангельск, 2012, с. 16-18, соавтор — Лысоченко М. Н.
- Онтология мобильности// Философские проблемы информационных технологий и киберпространства, Пятигорск, 2012, 0, 5 п. л., соавтор, Лысоченко М. Н.;
- Twitter как инструмент культуры // Взаимодействие по культуре с пользователем. Рекомендации. Баку, 2012, с. 649—659, соавтор Лысоченко М. Н.
- Онтология и теория познания. Учебное пособие, 2013, соавторы Тетенков Н. Б., Янковская Е. А.